# Robert van Gulik
Robert Hans van Gulik, född 9 augusti 1910 i Zutphen, död 24 september 1967 i Haag, nederländsk doktor i sinologi, diplomat och författare.
Efter att ha växt upp på Java var van Gulik intresserad av Asien, och studerade till sinolog. Han fick sin doktorstitel 1934, och flyttade som nederländsk karriärdiplomat snart till Kina och Japan. Han skrev flera vetenskapliga texter om kinesisk kultur: musik, konst, med mera. Speciellt kan nämnas hans verk om det kinesiska musikinstrumentet guqin och sexualitet i kinesisk historia, men hans vetenskapliga intresse sträckte sig även till ämnet gibboner i Kina. Han var tidvis stationerad i Indien och Libanon, men slutade som Nederländernas ambassadör i Japan.
van Gulik fastnade också för det kinesiska rättssystemet, och översatte under 1940-talet en detektivroman från 1700-talet (Dee Gong An, 1949), till engelska. Den romanens framgångar ledde till att han skrev flera egna detektivromaner om domare Dee (eller Di, som det ibland stavas). Han använde då intrigerna från antika kinesiska texter och försökte efterlikna den gamla kinesiska stilen, utan att bli ointressant för nutida läsare. Den första egna historiska deckaren De kinesiska labyrintmorden översattes till japanska och gavs ut i Japan 1951. Därefter lät van Gulik översätta den till kinesiska och den gavs ut av en singaporiansk förläggare 1953. Framgången fick honom att skriva De kinesiska klockmorden och De kinesiska sjömorden och låta publicera dem på samma sätt. När författaren sedan funnit en engelsk förläggare publicerades alla tre också på engelska, och i fortsättningen utkom romanerna först på engelska.